# Sergio Casal
Sergio Casal Martinez, né le 8 septembre 1962 à Barcelone, est un ancien joueur de tennis professionnel espagnol.

## Biographie
Sergio Casal a remporté trois titres du Grand Chelem en double, ainsi qu'une médaille d'argent aux Jeux olympiques d'été de 1988, toujours en double avec son compère Emilio Sánchez. Lauréat de 47 titres sur le circuit ATP dont 44 avec Sánchez, il a atteint la 3e place mondiale en 1991.
En mai 1985, alors classé 217e mondial, il remporte l'unique titre de sa carrière sur le circuit ATP en simple à Florence contre Jimmy Arias. Sa meilleure performance en simple fut sa finale à l'Open de Paris-Bercy en 1986 contre Boris Becker. C'est lors de son quart de finale que John McEnroe déclara à l'arbitre une phrase célèbre : « Vous n'arbitrerez plus jamais un seul de mes matchs ».
Il a disputé 29 rencontres en équipe d'Espagne de Coupe Davis, disputant notamment une demi-finale contre la Suède en 1987 à Barcelone.

## Palmarès

### Titre en simple messieurs
| No | Date       | Nom et lieu du tournoi                  | Catégorie | Dotation | Surface      | Finaliste   | Score         |  |
| -- | ---------- | --------------------------------------- | --------- | -------- | ------------ | ----------- | ------------- |  |
| 1  | 20-05-1985 | Tournoi de tennis de Florence, Florence |           | 80 000 $ | Terre (ext.) | Jimmy Arias | 3-6, 6-3, 6-2 |  |

### Finales en simple messieurs
| No | Date       | Nom et lieu du tournoi         | Catégorie       | Dotation  | Surface         | Vainqueur     | Score         |          |
| -- | ---------- | ------------------------------ | --------------- | --------- | --------------- | ------------- | ------------- | -------- |
| 1  | 11-04-1983 | Raquette d'Or, Aix-en-Provence |                 | 75 000 $  | Terre (ext.)    | Mats Wilander | 6-3, 6-2      | Parcours |
| 2  | 27-10-1986 | Open de Paris-Bercy, Paris     | GP World Series | 500 000 $ | Moquette (int.) | Boris Becker  | 6-4, 6-3, 7-6 |          |

## Parcours dans les tournois duGrand Chelem

### En simple
| Année | Open d'Australie | Open d'Australie | Internationaux de France | Internationaux de France | Wimbledon       | Wimbledon | US Open         | US Open    |
| ----- | ---------------- | ---------------- | ------------------------ | ------------------------ | --------------- | --------- | --------------- | ---------- |
| 1982  | n.o.             | n.o.             | 1er tour (1/64)          | J. Higueras              | 1er tour (1/64) | B. Fritz  | —               | —          |
| 1983  | n.o.             | n.o.             | 2e tour (1/32)           | I. Lendl                 | 2e tour (1/32)  | K. Curren | —               | —          |
| 1984  | n.o.             | n.o.             | 1er tour (1/64)          | M. Martínez              | —               | —         | —               | —          |
| 1985  | n.o.             | n.o.             | —                        | —                        | —               | —         | —               | —          |
| 1986  | n.o.             | n.o.             | 2e tour (1/32)           | J. Gunnarsson            | 1er tour (1/64) | M. Anger  | 3e tour (1/16)  | Bo. Becker |
| 1987  | —                | —                | 2e tour (1/32)           | K. Carlsson              | 1er tour (1/64) | D. Pate   | 1er tour (1/64) | D. Pérez   |
| 1988  | —                | —                | 1er tour (1/64)          | T. Svantesson            | 1er tour (1/64) | B. Moir   | 1er tour (1/64) | E. Sánchez |
| 1989  | —                | —                | 1er tour (1/64)          | G. Pérez                 | —               | —         | —               | —          |

N.B. : à droite du résultat se trouve le nom de l'ultime adversaire.

### En double
| Année | Open d'Australie                                                                     | Open d'Australie                                                                  | Internationaux de France                                                          | Internationaux de France                                                              | Wimbledon                                                                       | Wimbledon                                                                          | US Open          | US Open |
| ----- | ------------------------------------------------------------------------------------ | --------------------------------------------------------------------------------- | --------------------------------------------------------------------------------- | ------------------------------------------------------------------------------------- | ------------------------------------------------------------------------------- | ---------------------------------------------------------------------------------- | ---------------- | ------- |
| 1982  | n.o.                                                                                 | n.o.                                                                              | 1er tour (1/32) A. Pierola \|\| style="text-align:left;" \| Edmondson B. Manson   | —                                                                                     | —                                                                               | —                                                                                  | —                |         |
| 1983  | n.o.                                                                                 | n.o.                                                                              | 1/8 de finale Hocevar \|\| style="text-align:left;" \| P. Složil T. Šmíd          | 2e tour (1/16) Hocevar \|\| style="text-align:left;" \| J. Alexander J. Fitzgerald    | —                                                                               | —                                                                                  |                  |         |
| 1984  | n.o.                                                                                 | n.o.                                                                              | 1er tour (1/32) Rebolledo \|\| style="text-align:left;" \| M. Leach Dowdeswell    | —                                                                                     | —                                                                               | —                                                                                  | —                |         |
| 1985  | n.o.                                                                                 | n.o.                                                                              | 1er tour (1/32) E. Sánchez \|\| style="text-align:left;" \| Günthardt B. Taróczy  | 1er tour (1/32) E. Sánchez \|\| style="text-align:left;" \| P. Annacone van Rensburg  | —                                                                               | —                                                                                  |                  |         |
| 1986  | n.o.                                                                                 | n.o.                                                                              | 1/4 de finale E. Sánchez \|\| style="text-align:left;" \| S. Edberg A. Järryd     | 1/4 de finale E. Sánchez \|\| style="text-align:left;" \| J. Hlasek P. Složil         | 1er tour (1/32) E. Sánchez \|\| style="text-align:left;" \| P. McEnroe K. Jones |                                                                                    |                  |         |
| 1987  | —                                                                                    | —                                                                                 | 2e tour (1/16) E. Sánchez \|\| style="text-align:left;" \| D. Cahill Kratzmann    | Finale E. Sánchez                                                                     | K. Flach R. Seguso                                                              | 1/2 finale E. Sánchez \|\| style="text-align:left;" \| S. Edberg A. Järryd         |                  |         |
| 1988  | —                                                                                    | —                                                                                 | —                                                                                 | —                                                                                     | 2e tour (1/16) E. Sánchez \|\| style="text-align:left;" \| M. Anger G. Holmes   | Victoire E. Sánchez                                                                | R. Leach J. Pugh |         |
| 1989  | —                                                                                    | —                                                                                 | 1/4 de finale J. Sánchez \|\| style="text-align:left;" \| J. Fitzgerald A. Järryd | —                                                                                     | —                                                                               | 2e tour (1/16) E. Sánchez \|\| style="text-align:left;" \| Layendecker R. Reneberg |                  |         |
| 1990  | 2e tour (1/16) E. Sánchez \|\| style="text-align:left;" \| J.-P. Fleurian H. Leconte | Victoire E. Sánchez                                                               | Ivanišević P. Korda                                                               | —                                                                                     | —                                                                               | 2e tour (1/16) E. Sánchez \|\| style="text-align:left;" \| B. Garrow S. Salumaa    |                  |         |
| 1991  | 1er tour (1/32) E. Sánchez \|\| style="text-align:left;" \| G. Pozzi D. Rostagno     | 1/8 de finale E. Sánchez \|\| style="text-align:left;" \| J. Frana L. Lavalle     | —                                                                                 | —                                                                                     | —                                                                               | —                                                                                  |                  |         |
| 1992  | 2e tour (1/16) E. Sánchez \|\| style="text-align:left;" \| N. Borwick S. Youl        | 1er tour (1/32) E. Sánchez \|\| style="text-align:left;" \| P. Korda J. Pugh      | 1er tour (1/32) B. Gilbert \|\| style="text-align:left;" \| S. Davis D. Pate      | 1/4 de finale E. Sánchez \|\| style="text-align:left;" \| J. McEnroe M. Stich         |                                                                                 |                                                                                    |                  |         |
| 1993  | 2e tour (1/16) E. Sánchez \|\| style="text-align:left;" \| S. Cannon S. Melville     | 1/4 de finale E. Sánchez \|\| style="text-align:left;" \| S. Edberg P. Korda      | 1er tour (1/32) J. Hlasek \|\| style="text-align:left;" \| C. Suk D. Vacek        | 1er tour (1/32) E. Sánchez \|\| style="text-align:left;" \| D. Eisenman D. Johnson    |                                                                                 |                                                                                    |                  |         |
| 1994  | 2e tour (1/16) E. Sánchez \|\| style="text-align:left;" \| S. Lareau D. Nestor       | 1/4 de finale E. Sánchez \|\| style="text-align:left;" \| G. Connell P. Galbraith | 1er tour (1/32) D. Nargiso \|\| style="text-align:left;" \| Goellner Kafelnikov   | 2e tour (1/16) E. Sánchez \|\| style="text-align:left;" \| J.-L. de Jager G. Stafford |                                                                                 |                                                                                    |                  |         |
| 1995  | —                                                                                    | —                                                                                 | 2e tour (1/16) E. Sánchez \|\| style="text-align:left;" \| G. Forget F. Santoro   | —                                                                                     | —                                                                               | 1/2 finale E. Sánchez \|\| style="text-align:left;" \| A. O'Brien S. Stolle        |                  |         |

N.B. : le nom du ou de la partenaire se trouve sous le résultat ; le nom des ultimes adversaires se trouve à droite.

## Participation aux Masters

### En double
| Année | Ville          | Surface         | Partenaire     | Résultats | Résultat final     |
| ----- | -------------- | --------------- | -------------- | --------- | ------------------ |
| 1985  | New York       | Moquette indoor | Emilio Sánchez | 0v, 1d    | Quart de finaliste |
| 1986  | Londres        | Moquette indoor | Emilio Sánchez | 1v, 3d    | Sixième            |
| 1987  | Londres        | Moquette indoor | Emilio Sánchez | 2v, 2d    | Demi-finaliste     |
| 1988  | Londres        | Moquette indoor | Emilio Sánchez | 3v, 2d    | Finaliste          |
| 1990  | Sanctuary Cove | Dur ext.        | Emilio Sánchez | 3v, 2d    | Finaliste          |
| 1992  | Johannesburg   | Dur ext.        | Emilio Sánchez | 2v, 2d    | Demi-finaliste     |
| 1993  | Johannesburg   | Dur indoor      | Emilio Sánchez | 1v, 2d    | Éliminé en poules  |
| 1994  | Jakarta        | Dur indoor      | Emilio Sánchez | 1v, 2d    | Éliminé en poules  |